# Kabinett Wirth I
Das Kabinett Wirth I war ein Kabinett der Reichsregierung in der Zeit der Weimarer Republik. Die Auswirkungen der Volksabstimmung in Oberschlesien führte am 25. Oktober 1921 zum Rücktritt dieser Regierung. Am 26. Oktober 1921 bildete sich das Kabinett Wirth II unter erneuter Führung von Joseph Wirth.

## Zusammensetzung
| Kabinett Wirth I 10. Mai 1921 bis 25. Oktober 1921 | Kabinett Wirth I 10. Mai 1921 bis 25. Oktober 1921 | Kabinett Wirth I 10. Mai 1921 bis 25. Oktober 1921    | Kabinett Wirth I 10. Mai 1921 bis 25. Oktober 1921 | Kabinett Wirth I 10. Mai 1921 bis 25. Oktober 1921 |
| -------------------------------------------------- | -------------------------------------------------- | ----------------------------------------------------- | -------------------------------------------------- | -------------------------------------------------- |
| Reichskanzler                                      |                                                    | Joseph Wirth                                          |                                                    | Zentrum                                            |
| Vizekanzler                                        |                                                    | Gustav Bauer                                          |                                                    | SPD                                                |
| Schatz                                             |                                                    | Gustav Bauer                                          |                                                    | SPD                                                |
| Auswärtiges Amt                                    |                                                    | Joseph Wirth bis 23. Mai 1921                         |                                                    | Zentrum                                            |
| Auswärtiges Amt                                    |                                                    | Friedrich Rosen                                       |                                                    | parteilos                                          |
| Inneres                                            |                                                    | Georg Gradnauer                                       |                                                    | SPD                                                |
| Finanzen                                           |                                                    | Joseph Wirth mit der Führung der Geschäfte beauftragt |                                                    | Zentrum                                            |
| Wirtschaft                                         |                                                    | Robert Schmidt                                        |                                                    | SPD                                                |
| Arbeit                                             |                                                    | Heinrich Brauns                                       |                                                    | Zentrum                                            |
| Reichswehr                                         |                                                    | Otto Geßler                                           |                                                    | DDP                                                |
| Justiz                                             |                                                    | Eugen Schiffer                                        |                                                    | DDP                                                |
| Ernährung und Landwirtschaft                       |                                                    | Andreas Hermes                                        |                                                    | Zentrum                                            |
| Wiederaufbau ab 30. Mai 1921                       |                                                    | Walther Rathenau                                      |                                                    | DDP                                                |
| Post                                               |                                                    | Johannes Giesberts                                    |                                                    | Zentrum                                            |
| Verkehr                                            |                                                    | Wilhelm Groener                                       |                                                    | parteilos                                          |